# Liste in Deutschland verbotener rechtsextremer Organisationen
Die Liste in Deutschland verbotener rechtsextremer Organisationen führt jene Gruppen, Parteien und Organisationen chronologisch auf, die seit 1949 in der Bundesrepublik Deutschland bundesweit oder in einzelnen Bundesländern als verfassungswidrig verboten worden sind. Die Verbotsbehörden und Verbotsdaten sind jeweils genannt. Die historischen Hintergründe erläutert der Hauptartikel Rechtsextremismus in der Bundesrepublik Deutschland. In Deutschland derzeit legale rechtsextreme Organisationen stehen in der Liste rechtsextremer Parteien und Organisationen#Deutschland.

## Bund

### Deutsche Organisationen
| Nr. | Organisation | Verbotsbehörde | Datum                                           |
| --- | --- | --- | ----------------------------------------------- |
| 1   | Sozialistische Reichspartei (SRP), einschließlich: Reichsfront, Reichsjugend, SRP-Frauenbund | Bundesverfassungsgericht | 23. Oktober 1952                                |
| 2   | Bund Deutscher Nationalsozialisten (BDNS) | Bundesministerium des Innern | 29. April 1969                                  |
| 3   | Wehrsportgruppe Hoffmann (WSG) | Bundesminister des Innern | 16. Januar 1980 mit Wirkung vom 30. Januar 1980 |
| 4   | Volkssozialistische Bewegung Deutschlands / Partei der Arbeit (VSBD/PdA), einschließlich: Junge Front (JF) | Bundesminister des Innern | 14. Januar 1982 mit Wirkung vom 27. Januar 1982 |
| 5   | Aktionsfront Nationaler Sozialisten/Nationale Aktivisten (ANS/NA) und ihre Nebenorganisationen Aktion Ausländerrückführung, Freundeskreis Deutsche Politik (FK) | Bundesminister des Innern Friedrich Zimmermann (CSU)                                                                                                 | 24. November 1983 Vollzug: 7. Dezember 1983     |
| 6   | Nationale Sammlung (NS) | Bundesminister des Innern Friedrich Zimmermann (CSU)                                                                                                 | 27. Januar 1989                                 |
| 7   | Nationalistische Front (NF) | Bundesminister des Innern Rudolf Seiters (CDU) | 26. November 1992 Vollzug: 27. November 1992    |
| 8   | Deutsche Alternative (DA) | Bundesminister des Innern | 8. Dezember 1992 Vollzug: 10. Dezember 1992     |
| 9   | Nationale Offensive (NO) | Bundesminister des Innern | 21. Dezember 1992 Vollzug: 22. Dezember 1992    |
| 10  | Wiking-Jugend e. V. (WJ) | Bundesminister des Innern | 10. November 1994                               |
| 11  | Freiheitliche Deutsche Arbeiterpartei (FAP) | Bundesminister des Innern | 22. Februar 1995 Vollzug: 24. Februar 1995      |
| 12  | Blood and Honour (B&H), Division Deutschland, einschließlich: White Youth (WY) | Bundesminister des Innern | 14. September 2000                              |
| 13  | Collegium Humanum e. V. (CH), einschließlich: Bauernhilfe e. V. | Bundesminister des Innern | 7. Mai 2008                                     |
| 14  | Verein zur Rehabilitierung der wegen Bestreitens des Holocaust Verfolgten (VRBHV) | Bundesminister des Innern | 7. Mai 2008                                     |
| 15  | Heimattreue Deutsche Jugend (HDJ) | Bundesminister des Innern Wolfgang Schäuble (CDU) | 31. März 2009                                   |
| 16  | Hilfsorganisation für nationale politische Gefangene und deren Angehörige (HNG) | Bundesminister des Innern Hans-Peter Friedrich (CSU)                                                                                                 | 21. September 2011                              |
| 17  | Betreiberverein des Internetportals Altermedia Deutschland | Bundesminister des Innern Thomas de Maizière | 27. Januar 2016                                 |
| 18  | Weisse Wölfe Terrorcrew | Bundesminister des Innern Thomas de Maizière | 16. März 2016                                   |
| 19  | Combat 18 | Bundesminister des Innern Horst Seehofer | 23. Januar 2020                                 |
| 20  | Geeinte deutsche Völker und Stämme (GdVuSt), einschließlich: Osnabrücker Landmark | Bundesminister des Innern Horst Seehofer | 19. März 2020                                   |
| 21  | Nordadler | Bundesminister des Innern Horst Seehofer | 23. Juni 2020                                   |
| 22  | Sturmbrigade 44/Wolfsbrigade 44 | Bundesminister des Innern Horst Seehofer | 27. Oktober 2020 aufgelöst am 1. Dezember 2020  |
| 23  | Hammerskins Deutschland, einschließlich seiner regionalen Chapter „Bayern“, „Berlin“, „Brandenburg“, „Bremen“, „Franken“, „Mecklenburg“, „Pommern“, „Rheinland“, „Sachsen“, „Sarregau“, „Westfalen“, „Westwall“, „Württemberg“ und seine Teilorganisation „Crew 38“ | Bundesministerin des Innern und für Heimat Nancy Faeser (SPD)                                                                                        | 19. September 2023                              |
| 24  | Artgemeinschaft – Germanische Glaubens-Gemeinschaft wesensgemäßer Lebensgestaltung e. V. einschließlich des angeschlossenen Vereins „Familienwerk“ und der Vereinszeitschrift „Nordische Zeitung“                                                                   | Bundesministerin des Innern und für Heimat Nancy Faeser (SPD)                                                                                        | 27. September 2023                              |
| 25  | COMPACT-Magazin GmbH einschließlich CONSPECT Film GmbH (vom BVerwG unter Auflagen bis zur Entscheidung im Hauptsacheverfahren ausgesetzt) | Bundesministerin des Innern und für Heimat Nancy Faeser (SPD)                                                                                        | 5. Juni 2024                                    |
| 26  | Der Verein Königreich Deutschland einschließlich seiner Teilorganisationen | Bundesministerin des Innern und für Heimat Nancy Faeser (SPD), bekanntgemacht und umgesetzt unter Bundesminister des Innern Alexander Dobrindt (CSU) | 3. April 2025 (bekanntgemacht am 13. Mai 2025)  |

### Ausländische Organisationen
| Nr. | Organisation                                        | Verbotsbehörde            | Datum             |
| --- | --------------------------------------------------- | ------------------------- | ----------------- |
| 1   | Hrvatski demokratski odbor (HDO)                    | Bundesminister des Innern | 7. September 1967 |
| 2   | Hrvatsko revolucionarno bratstvo (HRB)              | Bundesminister des Innern | 24. Juni 1968     |
| 3   | Hrvatski narodni otpor (HNO), einschließlich: Drina | Bundesminister des Innern | 1. Juni 1976      |

## Länder
Die Liste zeigt die verbotenen rechtsextremen Parteien oder Vereinigungen auf Landesebene.
| Nr. | Organisation | Bundesland             | Verbotsbehörde                                                           | Datum                                        |
| --- | --- | ---------------------- | ------------------------------------------------------------------------ | -------------------------------------------- |
| 1   | Bund junger Deutscher | Berlin                 | Senat von Berlin, Senator für Inneres                                    | 6. August 1951                               |
| 2   | Deutsche Sozialistische Partei (DSP) | Berlin                 | Senat von Berlin, Senator für Inneres                                    | 9. August 1951                               |
| 3   | Bund für Wahrheit und Recht | Hamburg                | Polizeibehörde                                                           | 21. März 1952                                |
| 4   | Deutsche Arbeiterpartei (DAP) | Bayern                 | Bayerisches Staatsministerium des Innern                                 | 17. September 1952                           |
| 5   | Unpolitische Interessengemeinschaft (UIG) | Bayern                 | Bayerisches Staatsministerium des Innern                                 | 17. September 1952                           |
| 6   | Vereinigung ehemaliger Internierter in Moosburg | Bayern                 | Bayerisches Staatsministerium des Innern                                 | 17. September 1952                           |
| 7   | Bund der Schaffenden | Hessen                 | Hessischer Minister des Innern                                           | 11. November 1952                            |
| 8   | Deutscher Arbeiter-Verband (DAV) | Hessen                 | Hessischer Minister des Innern                                           | 11. November 1952                            |
| 9   | Bund Deutscher Jugend Hessen | Hessen                 | Innenminister des Landes Hessen                                          | 7. Januar 1953                               |
| 10  | Bund Deutscher Jugend | Bremen                 | Stadt- und Polizeiamt Bremen                                             | 13. Januar 1953                              |
| 11  | Technischer Dienst im Bund Deutscher Jugend (Niedersachsen) | Niedersachsen          | Niedersächsischer Minister des Innern                                    | 13. Januar 1953                              |
| 12  | Deutscher Heimatschutz (DHS) | Bayern                 | Bayerisches Staatsministerium des Innern                                 | 13. Januar 1953                              |
| 13  | Bund Deutscher Jugend | Hamburg                | Polizeibehörde                                                           | 14. Januar 1953                              |
| 14  | Diskussionskreis der ehemaligen SS | Bayern                 | Bayerisches Staatsministerium des Innern                                 | 24. Januar 1953                              |
| 15  | Technischer Dienst (Bayern) | Bayern                 | Bayerisches Staatsministerium des Innern                                 | 24. Januar 1953                              |
| 16  | Nationale Sammlungsbewegung (NSB) | Baden-Württemberg      | Innenministerium                                                         | 27. Januar 1953                              |
| 17  | Arbeitsgemeinschaft Nation Europa | Berlin                 | Senator für Inneres                                                      | 29. Januar 1953                              |
| 18  | Freikorps Deutschland | Hamburg                | Polizeibehörde                                                           | 11. Februar 1953                             |
| 19  | Bund Deutscher Jugend | Baden-Württemberg      | Innenministerium Baden-Württemberg                                       | 18. Februar 1953                             |
| 20  | Technischer Dienst (Baden-Württemberg) | Baden-Württemberg      | Innenministerium                                                         | 18. Februar 1953                             |
| 21  | Sozialistische Jugend Europas | Berlin                 | Senator für Inneres von Berlin                                           | 11. März 1953                                |
| 22  | Vereinigung freier unabhängiger Deutscher | Berlin                 | Senator für Inneres von Berlin                                           | 11. März 1953                                |
| 23  | Deutsche Gemeinschaft (DG) | Niedersachsen          | Landesgemeinschaft Niedersachsen, Niedersächsischer Minister des Innern  | 19. März 1953                                |
| 24  | Europäische Verbindungsstelle (EVS) Nationale Sektion | Schleswig-Holstein     | Innenminister des Landes Schleswig-Holstein                              | 15. Juni 1954                                |
| 25  | Vereinigung ehemaliger Angehöriger des SS-Kavallerie-Korps in Bad Wildungen                                                                                                 | Hessen                 | Hessischer Minister des Innern                                           | 12. April 1956                               |
| 26  | Bund für Deutschlands Erneuerung | Berlin                 | Senator für Inneres                                                      | 25. September 1956                           |
| 27  | Arbeitsgemeinschaft nie vergessene Heimat | Berlin                 | Senator für Inneres Berlin                                               | 25. September 1956                           |
| 28  | Gründungsausschuss der Deutschen Gemeinschaft | Berlin                 | Senat von Berlin, Senator für Inneres                                    | 10. November 1956                            |
| 29  | Bund Nationaler Studenten (BNS) | Berlin                 | Senator für Inneres                                                      | 14. Januar 1960                              |
| 30  | Nationaljugend Deutschlands (NJD) | Berlin                 | Senator für Inneres                                                      | 20. Januar 1960                              |
| 31  | Bund Nationaler Studenten (BNS) | Rheinland-Pfalz        | Bezirksregierung für Rheinhessen auf Weisung des Ministeriums des Innern | 1. April 1960                                |
| 32  | Bund Nationaler Studenten (BNS) Hochschulgruppe Hamburg | Hamburg                | Polizeibehörde                                                           | 12. April 1960                               |
| 33  | Bund Nationaler Studenten (BNS) | Schleswig-Holstein     | Innenminister des Landes Schleswig-Holstein                              | 14. Februar 1961                             |
| 34  | Bund Nationaler Studenten (BNS) | Bayern                 | Bayerisches Staatsministerium des Innern                                 | 24. Februar 1961                             |
| 35  | Bund Nationaler Studenten (BNS) | Baden-Württemberg      | Innenminister des Landes Baden-Württemberg                               | 6. März 1961                                 |
| 36  | Bund Vaterländischer Jugend (BVJ) | Baden-Württemberg      | Innenministerium Baden-Württemberg                                       | 13. Juli 1962                                |
| 37  | Bund Vaterländischer Jugend (BVJ) | Rheinland-Pfalz        | Ministerium des Innern des Landes Rheinland-Pfalz                        | 13. Juli 1962                                |
| 38  | Bund Vaterländischer Jugend (BVJ) | Schleswig-Holstein     | Innenminister des Landes Schleswig-Holstein                              | 13. Juli 1962                                |
| 39  | Bund Vaterländischer Jugend (BVJ) | Bayern                 | Bayerisches Staatsministerium des Innern                                 | 14. Juli 1962                                |
| 40  | Bund Vaterländischer Jugend (BVJ) und Freundeskreis Vaterländischer Jugend                                                                                                  | Hamburg                | Freie und Hansestadt Hamburg, Behörde für Inneres                        | 16. Juli 1962                                |
| 41  | Stahlhelm e. V. – Bund der Frontsoldaten, Ortsgruppe Bad Bergzabern | Rheinland-Pfalz        | Ministerpräsident des Landes Rheinland-Pfalz                             | 3. März 1966                                 |
| 42  | Vereinigung zur Veranstaltung eines Treffens der Angehörigen der ehemaligen SS-Division Nordland                                                                            | Niedersachsen          | Niedersächsischer Minister des Innern                                    | 3. Mai 1966                                  |
| 43  | Wehrsportgruppe Wolfspack/Sturm 12 | Rheinland-Pfalz        | Ministerium des Innern und für Sport Rheinland-Pfalz                     | 14. April 1983                               |
| 44  | Unabhängiger Wählerkreis Würzburg – Arbeitskreis für Wiedervereinigung und Volksgesundheit (UWK)                                                                            | Bayern                 | Bayerisches Staatsministerium des Innern                                 | 17. Februar 1984 Vollzug: 27. Februar 1984   |
| 45  | Deutscher Kameradschaftsbund Wilhelmshaven (DKB) | Niedersachsen          | Niedersächsischer Minister des Innern                                    | 18. Dezember 1992 Vollzug: 21. Dezember 1992 |
| 46  | Nationaler Block (NB) | Bayern                 | Bayerisches Staatsministerium des Innern                                 | 7. Juni 1993                                 |
| 47  | Heimattreue Vereinigung Deutschlands (HVD) | Baden-Württemberg      | Innenministerium Baden-Württemberg                                       | 8. Juli 1993 Vollzug:14. Juli 1993           |
| 48  | Freundeskreis Freiheit für Deutschland (FFD) | Nordrhein-Westfalen    | Innenministerium Nordrhein-Westfalen                                     | 25. August 1993 Vollzug: 2. September 1993   |
| 49  | Nationale Liste (NL) | Hamburg                | Freie und Hansestadt Hamburg, Behörde für Inneres                        | 23. Februar 1995 Vollzug: 24. Februar 1995   |
| 50  | Direkte Aktion/Mitteldeutschland (JF) | Brandenburg            | Innenminister des Landes Brandenburg                                     | 5. Mai 1995                                  |
| 51  | Skinheads Allgäu | Bayern                 | Bayerisches Staatsministerium des Innern                                 | 23. Juli 1996 Vollzug: 30. Juli 1996         |
| 52  | Kameradschaft Oberhavel | Brandenburg            | Innenminister des Landes Brandenburg                                     | 14. August 1997 Vollzug: 15. August 1997     |
| 53  | Heide-Heim e. V. | Niedersachsen          | Innenministerium Niedersachsen                                           | 9. Februar 1998 Vollzug: 11. Februar 1998    |
| 54  | Hamburger Sturm | Hamburg                | Behörde für Inneres Hamburg                                              | 11. August 2000                              |
| 55  | Skinheads Sächsische Schweiz (SSS), einschließlich deren „Aufbauorganisation“ (SSS-AO) und der Nachfolgeorganisation Nationaler Widerstand Pirna (noch nicht rechtskräftig) | Sachsen                | Sächsisches Staatsministerium des Innern                                 | 5. April 2001                                |
| 56  | Bündnis nationaler Sozialisten für Lübeck | Schleswig-Holstein     | Innenministerium des Landes Schleswig-Holstein                           | 7. März 2003                                 |
| 57  | Fränkische Aktionsfront (F.A.F.) | Bayern                 | Innenministerium                                                         | 22. Januar 2004                              |
| 58  | Kameradschaft Tor einschließlich: Mädelgruppe | Berlin                 | Senator für Inneres                                                      | 6. März 2005                                 |
| 59  | Berliner Alternative Südost (BASO) | Berlin                 | Senator für Inneres                                                      | 6. März 2005                                 |
| 60  | Kameradschaft Hauptvolk und Sturm 27 | Brandenburg            | Innenministerium                                                         | 12. April 2005                               |
| 61  | Alternative Nationale Strausberger DArt-, Piercing und Tattoo Offensive (ANSDAPO)                                                                                           | Brandenburg            | Innenminister                                                            | 14. Juli 2005                                |
| 62  | Sturm 34 | Sachsen                | Innenminister                                                            | 26. April 2006                               |
| 63  | Schutzbund Deutschland (siehe auch Bewegung Neue Ordnung (BNO)) | Brandenburg            | Innenministerium                                                         | 4. Juli 2006                                 |
| 64  | Kameradschaft „Mecklenburgische Aktionsfront“ (M.A.F.) | Mecklenburg-Vorpommern | Innenminister Lorenz Caffier (CDU)                                       | 28. Mai 2009                                 |
| 65  | Frontbann 24 | Berlin                 | Innensenator Ehrhart Körting (SPD)                                       | 5. November 2009                             |
| 66  | Freie Kräfte Teltow-Fläming | Brandenburg            | Innenminister Dietmar Woidke (SPD)                                       | 11. April 2011                               |
| 67  | Kameradschaft Walter Spangenberg | Nordrhein-Westfalen    | Innenminister Ralf Jäger (SPD)                                           | 9. Mai 2012                                  |
| 68  | Widerstandsbewegung in Südbrandenburg | Brandenburg            | Innenminister Dietmar Woidke (SPD)                                       | 19. Juni 2012                                |
| 69  | Nationaler Widerstand Dortmund | Nordrhein-Westfalen    | Innenminister Ralf Jäger (SPD)                                           | 23. August 2012                              |
| 70  | Kameradschaft Hamm | Nordrhein-Westfalen    | Innenminister Ralf Jäger (SPD)                                           | 23. August 2012                              |
| 71  | Kameradschaft Aachener Land | Nordrhein-Westfalen    | Innenminister Ralf Jäger (SPD)                                           | 23. August 2012                              |
| 72  | Besseres Hannover | Niedersachsen          | Innenminister Uwe Schünemann (CDU)                                       | 25. September 2012                           |
| 73  | Nationale Sozialisten Döbeln alias Division Döbeln bzw. Initiative für Döbeln oder Freies Döbeln einschließlich Band „Inkubation“                                           | Sachsen                | Kann (Landespolizeipräsident)                                            | 12. Februar 2013                             |
| 74  | Nationale Sozialisten Chemnitz (NSC) alias Interessengemeinschaft Chemnitzer Stadtgeschichte alias Aktionsgruppe Raus in die Zukunft                                        | Sachsen                | Kann (Landespolizeipräsident)                                            | 20. März 2014                                |
| 75  | Freies Netz Süd (FNS) als Ersatzorganisation der verbotenen Vereinigung „Fränkische Aktionsfront“ (F.A.F.)                                                                  | Bayern                 | Bayerisches Staatsministerium des Innern, für Bau und Verkehr            | 2. Juli 2014                                 |
| 76  | Autonome Nationalisten Göppingen (AN Göppingen) | Baden-Württemberg      | Innenministerium des Landes Baden-Württemberg                            | 18. Dezember 2014                            |
| 77  | Sturm 18 e. V. | Hessen                 | Land Hessen                                                              | 29. Oktober 2015                             |
| 78  | Phalanx 18 | Bremen                 | Senator für Inneres                                                      | 20. November 2019                            |
| 79  | Nationale Sozialisten Rostock und Baltik Korps | Mecklenburg-Vorpommern | Land Mecklenburg-Vorpommern                                              | 17. Mai 2021                                 |